# NGC 802
NGC 802 (również PGC 7505) – galaktyka spiralna z poprzeczką (SB0-a), znajdująca się w gwiazdozbiorze Węża Wodnego. Odkrył ją John Herschel 2 listopada 1834 roku.